# اس/۲۰۰۷ اس ۳
اس/۲۰۰۷ اس ۳ (به انگلیسی: S/2007 S 3) یکی از قمرهای سیاره زحل است که در تاریخ ۱ مه ۲۰۰۷ توسط اسکات اس. شپرد، دیوید سی.جویت، جن کلینه و برایان جی.مارسدن کشف شد که از ۱۸ ژانویه ۲۰۰۷ تا ۱۹ آوریل ۲۰۰۷ در حال رصد شدن بود. اس/۲۰۰۷ اس ۳ با قطر ۵ کیلومتر و مداری با فاصله تقریبی ۲۰٬۵۱۸٬۵۰۰ کیلومتر طی ۱۱۰۰ روز به دور زحل با انحراف مداری ۱۷۷٫۲۲ درجه نسبت به دائرةالبروج با حرکت موافق‌گرد با خروج از مرکز مداری ۰٫۱۳۰ در گردش است. این قمر از زمان کشفش دیده نشده و در حال حاضر گمشده تلقی می‌شود.